# Mirni
Mirni (en ruso: Мирный; en yakuto: Мирнэй, Mirney) es una ciudad de la República de Saja en Rusia. Está ubicada cerca del río Ireliaj, en la cuenca del río Vilyuy, a 820 km al oeste de Yakutsk. Población: 39.981 (censo ruso de 2002). Fundada en 1955, obteniendo la condición de ciudad en 1959.
Hay una gigantesca mina a cielo abierto de diamantes dentro de la ciudad. Tiene 525 m de profundidad y un diámetro de 1,25 km.
La primera mina de diamantes fue descubierta en 1957, lo que produjo que el pequeño pueblo se convirtiera en una ciudad. Actualmente Mirni es la cabecera municipal.

## Clima
La temperatura mínima en enero es -54,1 °C, en febrero es -53,6 °C; y la temperatura máxima en enero es -4 °C y en febrero, 0,7 °C.

## Imágenes

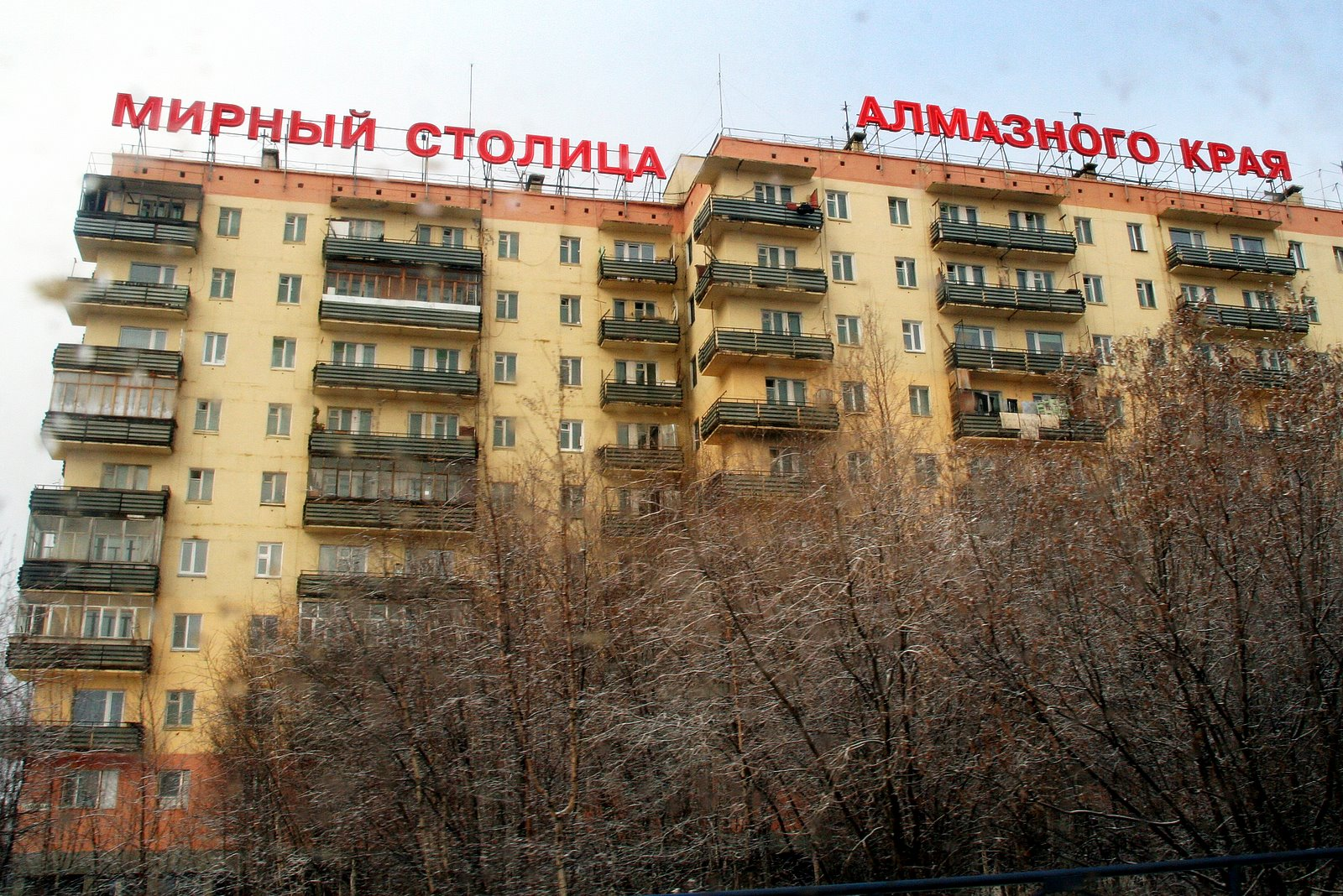
Bloques de apartamentos en Mirni.
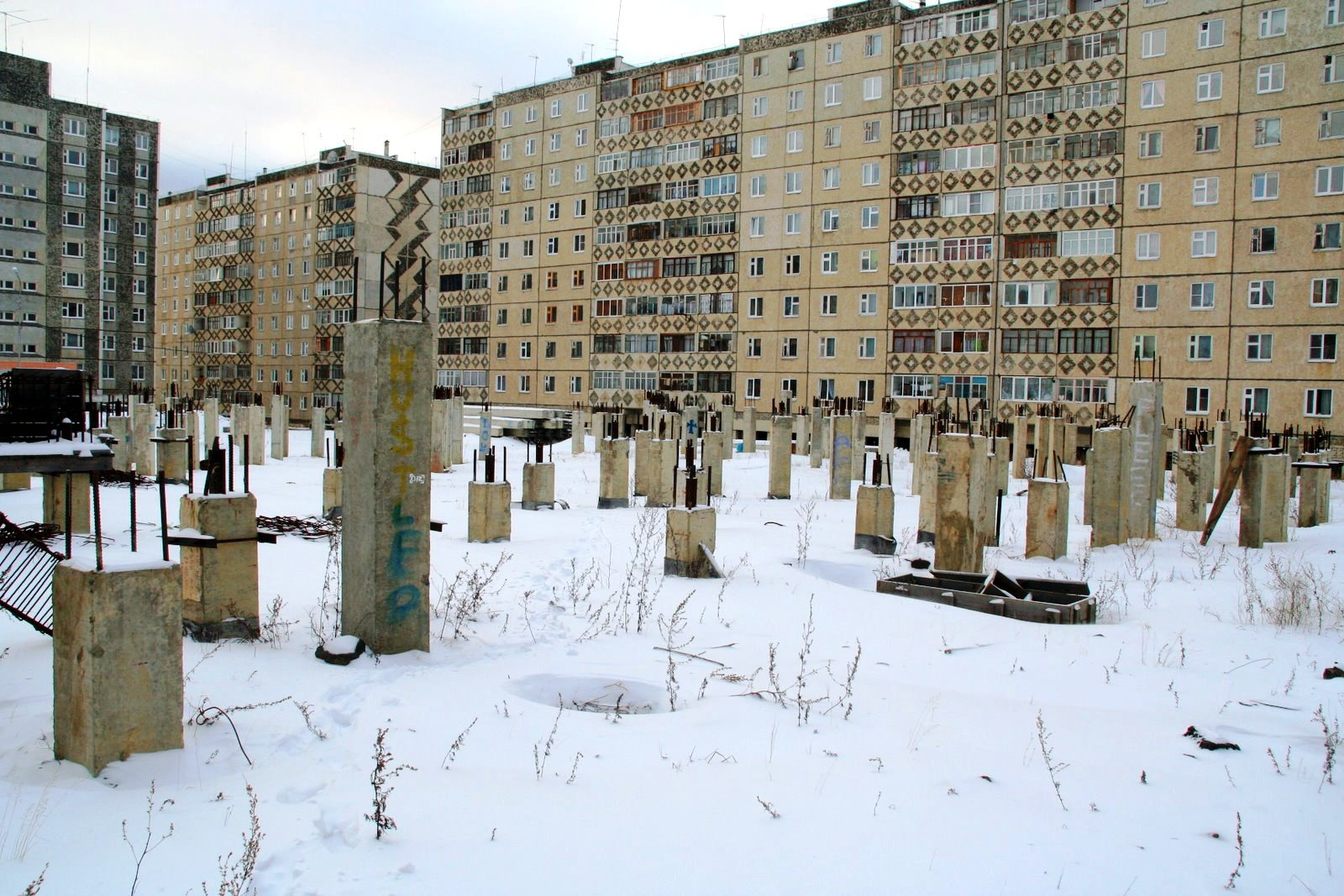
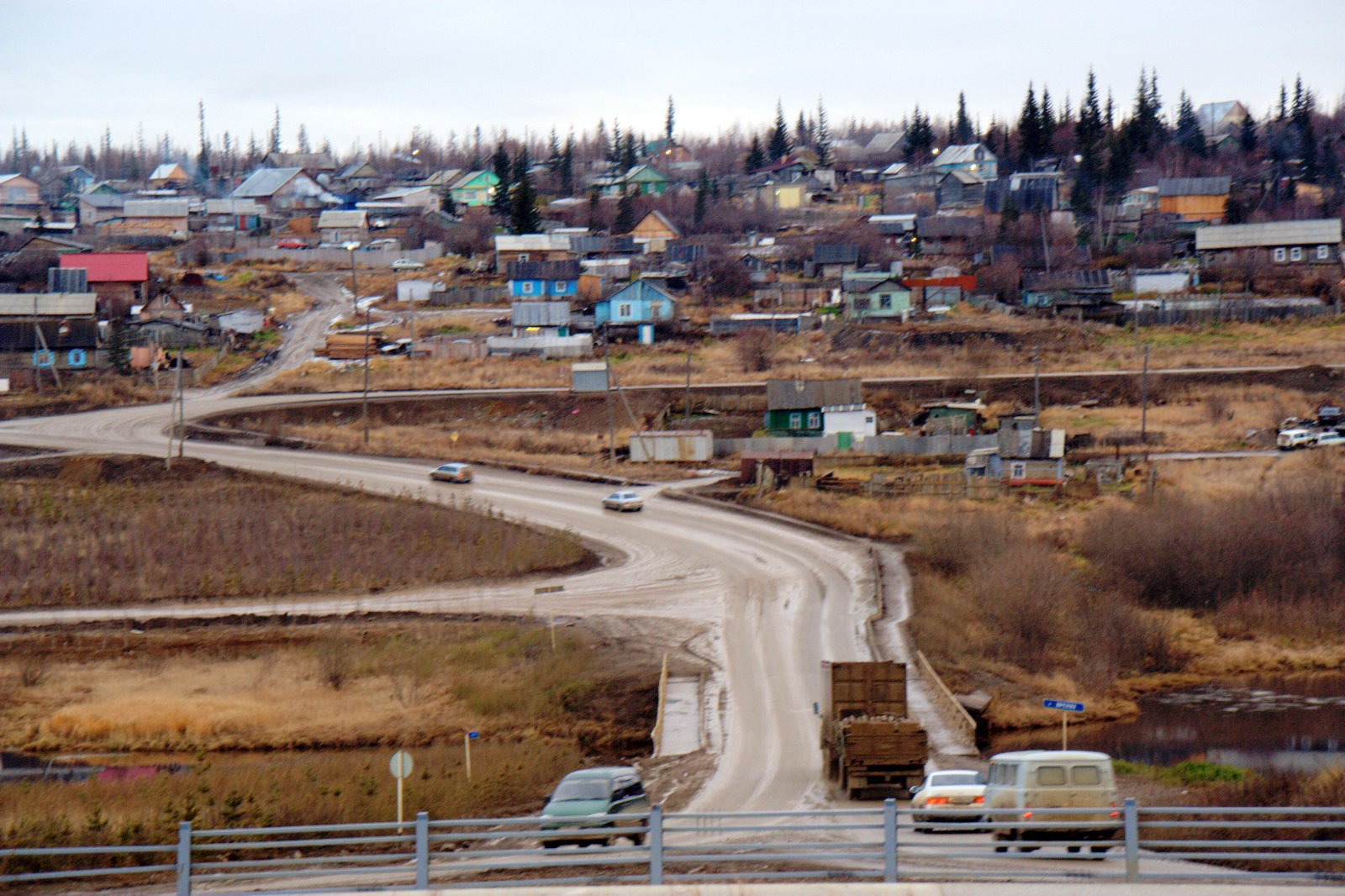
Barrio a las afueras de la ciudad.
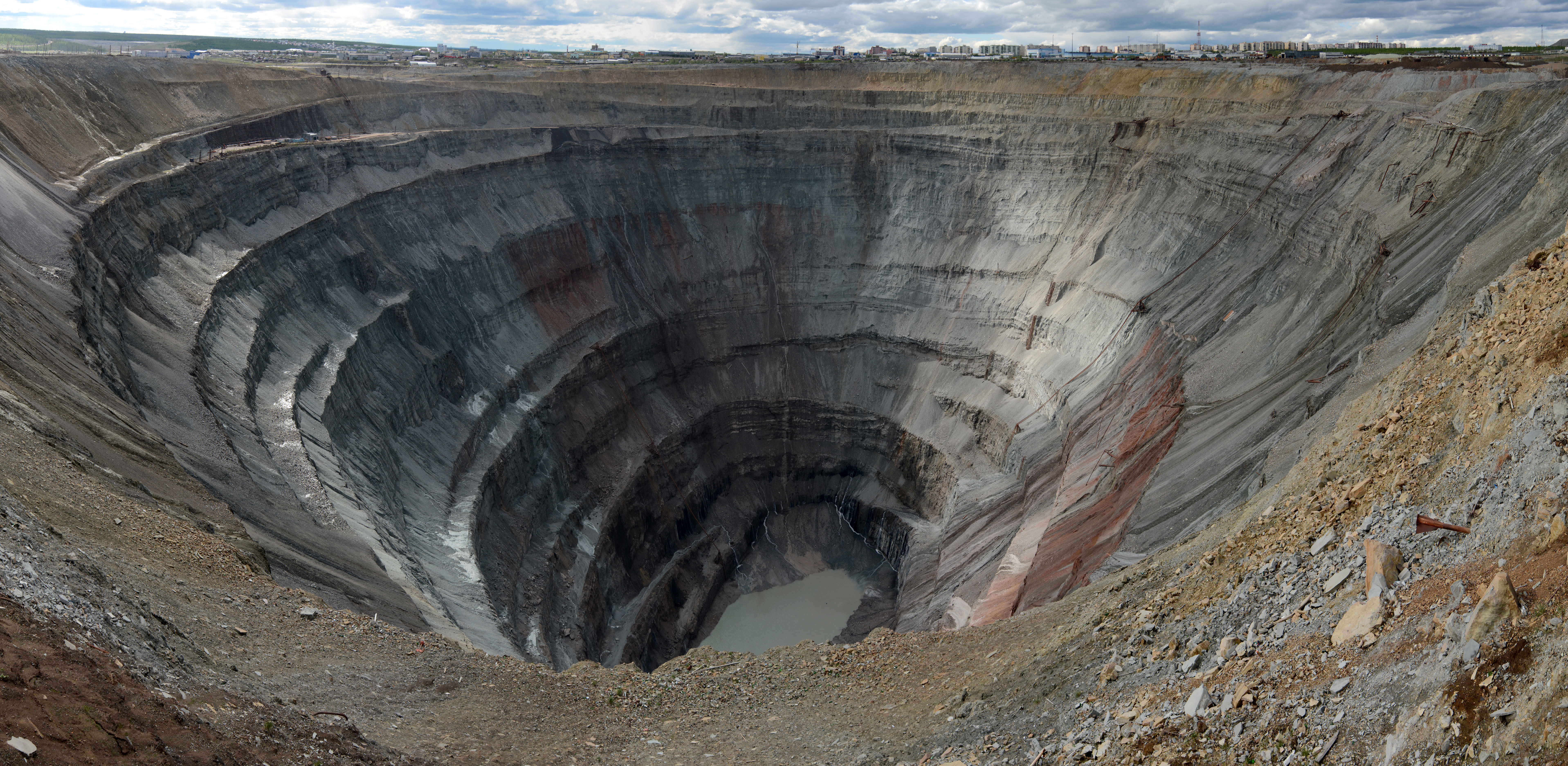
Mina de diamantes Mir